# Sancho d'Aragona (1250)
Sancho d'Aragona (Saragozza, 1250 – Martos, 21 ottobre 1275) fu un principe e arcivescovo aragonese, venerato come beato dalla Chiesa cattolica.

## Biografia
Era figlio del re Giacomo I d'Aragona e della seconda moglie la principessa Iolanda d'Ungheria.
Già in giovanissima età dimostrò la sua vocazione ed entrò a far parte dell'Ordine della Mercede e divenne abate e arcidiacono di Belchite a Valladolid. Ebbe come tutore san Pietro Pascasio.
Nel 1266, a soli 16 anni, venne nominato arcivescovo di Toledo, carica che mantenne fino al 1275.
L'Ordine della Mercede era stato fondato da San Pietro Nolasco, che tra l'altro aveva personalmente donato gli abiti monastici a Sancho, con l'appoggio di Giacomo I e aveva l'obiettivo di convertire le popolazioni dei territori strappati ai mori.
L'Aragona infatti era impegnata nella Reconquista delle terre musulmane, impegno che il padre di Sancho, Giacomo I, cercò di portare a termine fino alla morte. Anche Sancho abbracciò la causa e partecipò alla battaglia contro i mori di Granada nel 1275. Nel corso della battaglia, che venne persa dagli aragonesi, Sancho venne fatto prigioniero, torturato e successivamente sgozzato a Martos.

## Culto
Il suo corpo trovò riposo nella Cattedrale di Toledo.
Per la sua morte eroica, venne considerato e venerato come martire dal popolo e proclamato beato.

## Successione apostolica
La successione apostolica è:
- Vescovo Tello García (1270)
- Vescovo Pedro Ximenez Segura (1273)

## Ascendenza
|                      |                     |                               | Genitori                     |  |  | Nonni |  |  | Bisnonni             |  |  | Trisnonni                            |  |
|                      |                     |                               |                              |  |  |       |  |  | Alfonso II d'Aragona |  |  | Raimondo Berengario IV di Barcellona |  |
|                      |                     |                               |                              |  |  |       |  |  | Alfonso II d'Aragona |  |  | Raimondo Berengario IV di Barcellona |  |
|                      |                     | Petronilla di Aragona         |                              |  |  |       |  |  | Alfonso II d'Aragona |  |  |                                      |  |
| Pietro II di Aragona |                     |                               |                              |  |  |       |  |  | Alfonso II d'Aragona |  |  |                                      |  |
|                      |                     | Sancha di Castiglia           | Alfonso VII di León          |  |  |       |  |  |                      |  |  |                                      |  |
|                      |                     | Sancha di Castiglia           | Alfonso VII di León          |  |  |       |  |  |                      |  |  |                                      |  |
|                      |                     | Sancha di Castiglia           | Richenza di Polonia          |  |  |       |  |  |                      |  |  |                                      |  |
| Giacomo I d'Aragona  |                     | Sancha di Castiglia           |                              |  |  |       |  |  |                      |  |  |                                      |  |
|                      |                     | Guglielmo VIII di Montpellier | Guglielmo VII di Montpellier |  |  |       |  |  |                      |  |  |                                      |  |
|                      |                     | Guglielmo VIII di Montpellier | Guglielmo VII di Montpellier |  |  |       |  |  |                      |  |  |                                      |  |
|                      |                     | Guglielmo VIII di Montpellier | Matilda di Borgogna          |  |  |       |  |  |                      |  |  |                                      |  |
| Maria di Montpellier |                     | Guglielmo VIII di Montpellier |                              |  |  |       |  |  |                      |  |  |                                      |  |
|                      |                     | Eudocia Comnena               | Alexios Komnenos             |  |  |       |  |  |                      |  |  |                                      |  |
|                      |                     | Eudocia Comnena               | Alexios Komnenos             |  |  |       |  |  |                      |  |  |                                      |  |
|                      |                     | Eudocia Comnena               | Maria Dukaina                |  |  |       |  |  |                      |  |  |                                      |  |
| Sancho d'Aragona     |                     | Eudocia Comnena               |                              |  |  |       |  |  |                      |  |  |                                      |  |
|                      | Béla III d'Ungheria | Géza II d'Ungheria            |                              |  |  |       |  |  |                      |  |  |                                      |  |
|                      | Béla III d'Ungheria | Géza II d'Ungheria            |                              |  |  |       |  |  |                      |  |  |                                      |  |
|                      | Béla III d'Ungheria | Efrosin'ja Mstislavna         |                              |  |  |       |  |  |                      |  |  |                                      |  |
| Andrea II d'Ungheria | Béla III d'Ungheria |                               |                              |  |  |       |  |  |                      |  |  |                                      |  |
|                      |                     | Agnese d'Antiochia            | Rinaldo di Châtillon         |  |  |       |  |  |                      |  |  |                                      |  |
|                      |                     | Agnese d'Antiochia            | Rinaldo di Châtillon         |  |  |       |  |  |                      |  |  |                                      |  |
|                      |                     | Agnese d'Antiochia            | Costanza d'Antiochia         |  |  |       |  |  |                      |  |  |                                      |  |
| Iolanda d'Ungheria   |                     | Agnese d'Antiochia            |                              |  |  |       |  |  |                      |  |  |                                      |  |
|                      |                     | Pietro II di Courtenay        | Pietro I di Courtenay        |  |  |       |  |  |                      |  |  |                                      |  |
|                      |                     | Pietro II di Courtenay        | Pietro I di Courtenay        |  |  |       |  |  |                      |  |  |                                      |  |
|                      |                     | Pietro II di Courtenay        | Elisabetta di Courtenay      |  |  |       |  |  |                      |  |  |                                      |  |
| Iolanda di Courtenay |                     | Pietro II di Courtenay        |                              |  |  |       |  |  |                      |  |  |                                      |  |
|                      |                     | Iolanda di Fiandra            | Baldovino V di Hainaut       |  |  |       |  |  |                      |  |  |                                      |  |
|                      |                     | Iolanda di Fiandra            | Baldovino V di Hainaut       |  |  |       |  |  |                      |  |  |                                      |  |
|                      |                     | Iolanda di Fiandra            | Margherita I di Fiandra      |  |  |       |  |  |                      |  |  |                                      |  |
|                      |                     | Iolanda di Fiandra            |                              |  |  |       |  |  |                      |  |  |                                      |  |